# Martín Rodríguez Custodio
Martín Rodríguez Custodio (Lima, 24 de agosto de 1968) es un exfutbolista peruano. Se desempeñaba en la posición de centrocampista.

## Biografía
Martín Rodríguez, conocido como el León, nació el 24 de agosto de 1968 en el distrito de Rímac. Se casó con la voleibolista Carmen García Guerra, con quien tuvo dos hijos: Martín y Giorgo. Residía desde el año 2003 en los Estados Unidos (primero en Nueva Jersey y luego en Virginia desde el año 2009), actualmente reside en Perú.
Empezó su carrera en segunda división con el Club Deportivo Walter Ormeño, luego debutó en primera división en el Circolo Sportivo Internazionale San Borja, para luego ser contratado en 1992 por Jorge Nicolini, presidente del Club Universitario de Deportes.

## Selección nacional
Fue internacional con la selección de fútbol del Perú en diecinueve ocasiones. Debutó el 6 de junio de 1991 en un encuentro amistoso ante la selección de Ecuador que finalizó con marcador de 1-0 a favor de los ecuatorianos.

### Participaciones en Copa América
| Copa              | Sede    | Resultado    |
| ----------------- | ------- | ------------ |
| Copa América 1991 | Chile   | Primera fase |
| Copa América 1995 | Uruguay | Primera fase |

## Clubes
| Club                      | País   | Año       |
| ------------------------- | ------ | --------- |
| Walter Ormeño             | Perú   | 1988-1989 |
| Internazionale San Borja  | Perú   | 1990-1991 |
| Universitario de Deportes | Perú   | 1992-1996 |
| Deportivo Municipal       | Perú   | 1997-1998 |
| Ionikós FC                | Grecia | 1998-2000 |
| Cienciano                 | Perú   | 2001      |
| Atromitos FC              | Grecia | 2001-2002 |

## Palmarés

### Campeonatos nacionales
| Título                    | Club                      | País | Año  |
| ------------------------- | ------------------------- | ---- | ---- |
| Primera división del Perú | Universitario de Deportes | Perú | 1992 |
| Primera división del Perú | Universitario de Deportes | Perú | 1993 |